# فرودگاه مارلین
فرودگاه مارلین (به انگلیسی: Marlin Airport) یک فرودگاه همگانی است که یک باند فرود آسفالت دارد و طول باند آن ۹۲۱ متر است. این فرودگاه در شهر مارلین، تگزاس کشور ایالات متحده آمریکا قرار دارد و در ارتفاع ۱۲۵ متری از سطح دریا واقع شده‌است.